# Matea Mezak
Matea Mezak (Zagreb, 5 maart 1985) is een tennisspeelster uit Kroatië.
Ze begon op negenjarige leeftijd met het spelen van tennis.
Mezak speelde samen met Svetlana Koeznetsova de meisjesdubbelfinale van de Australian Open 2002.
Sinds 2004 speelt ze toernooien op het ITF-circuit.
In 2005 en 2006 kwam ze uit voor Kroatië op de Fed Cup.